# Jarash
Jarash (arabiska: جَرَشْ), eller Jerash, är en stad i Jordanien, cirka 45 km norr om huvudstaden Amman. Den är huvudort i provinsen Jarash.
Jarash är det nutida namnet på den historiska hellensk-romerska staden Gerasa, som var en del av det så kallade Decapolis, och nu är en arkeologisk plats intill de  moderna staden. 

## Historia
Området har varit bebott sedan stenåldern och staden föll cirka år 63 till Romarriket. Den blomstrade fram till 600-talet då den invaderades av Persiska riket och sedan minskade lite i betydelse tills den till stora delar förstördes på 750-talet av en jordbävning.

## Byggnader
Mycket av arkitekturen i det antika Jarash är fortfarande bevarad. Bland de framstående byggnader kan nämnas:
- Hadrianus båge, byggd cirka år 128, ligger utanför stadsporten i södra delen
- Hippodromen, 245 m lång, anses som relativt liten i jämförelse med andra arenor i Romarriket, cirka 15 000 åskådare
- Zeustemplet, byggd cirka år 162, beläget på en liten kulle i centrala delen
- Södra Teatern, byggd cirka år 90, 32 rader och plats för cirka 3 000 åskådare
- Forum, den stora, ovala marknadsplatsen ligger i början på huvudgatan med en yta på cirka 90 x 80 m
- Cardo, huvudgatan Cardo Maximus, en cirka 800 m stenlagd gata kantad av kolonner
- Nymphaeum, byggd cirka år 191, denna brunn ligger mitt i staden
- Artemistemplet, byggd cirka år 150, på framsidan står 12 stora kolonner
- Norra Teatern, byggd cirka år 165, 14 rader med plats för cirka 800 åskådare

## Galleri

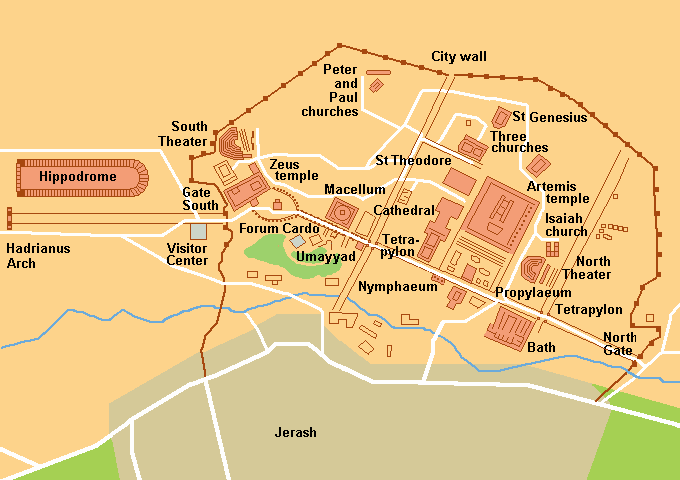
Karta över Jerash.
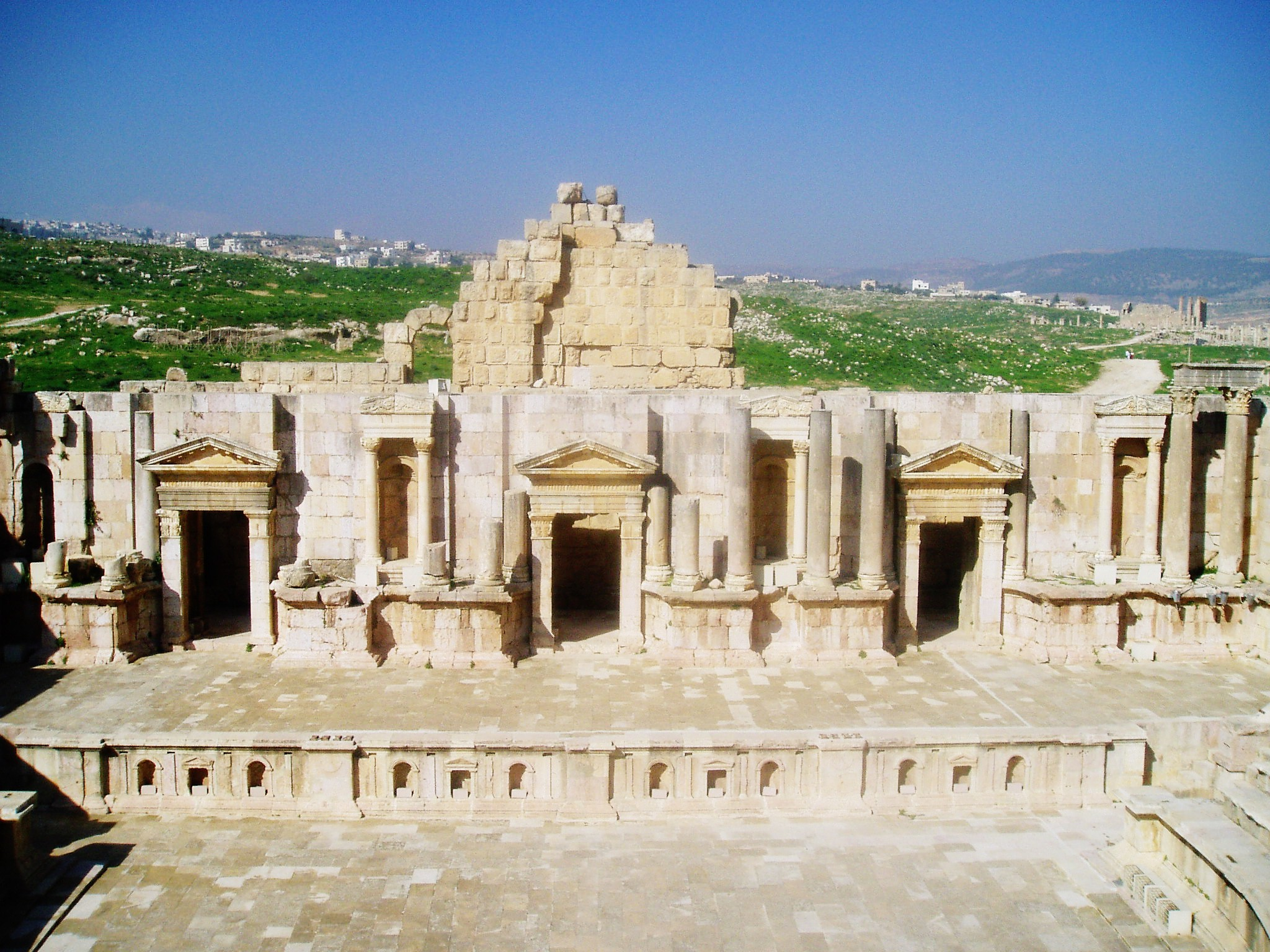
Zeus.
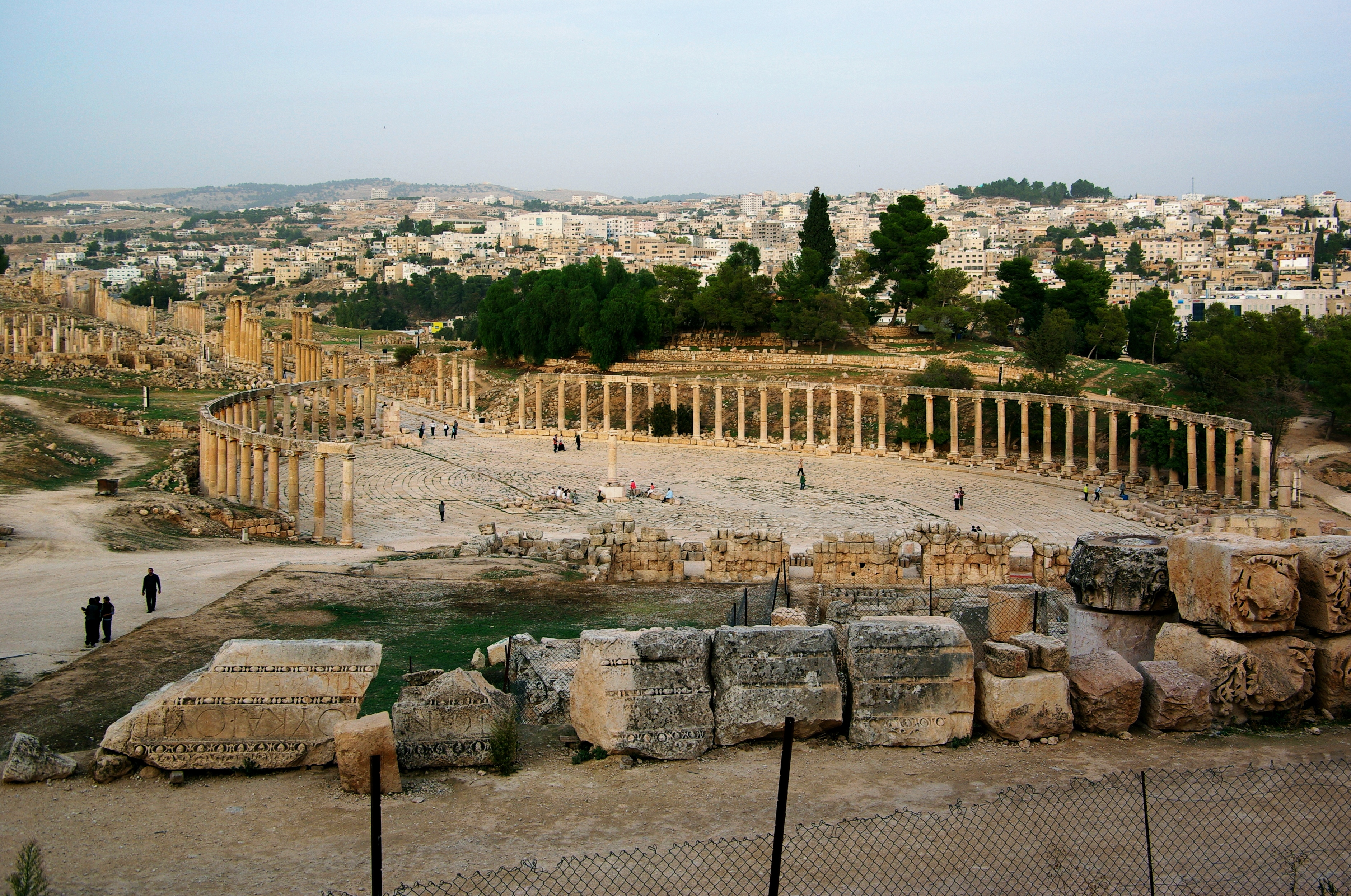
Forum.
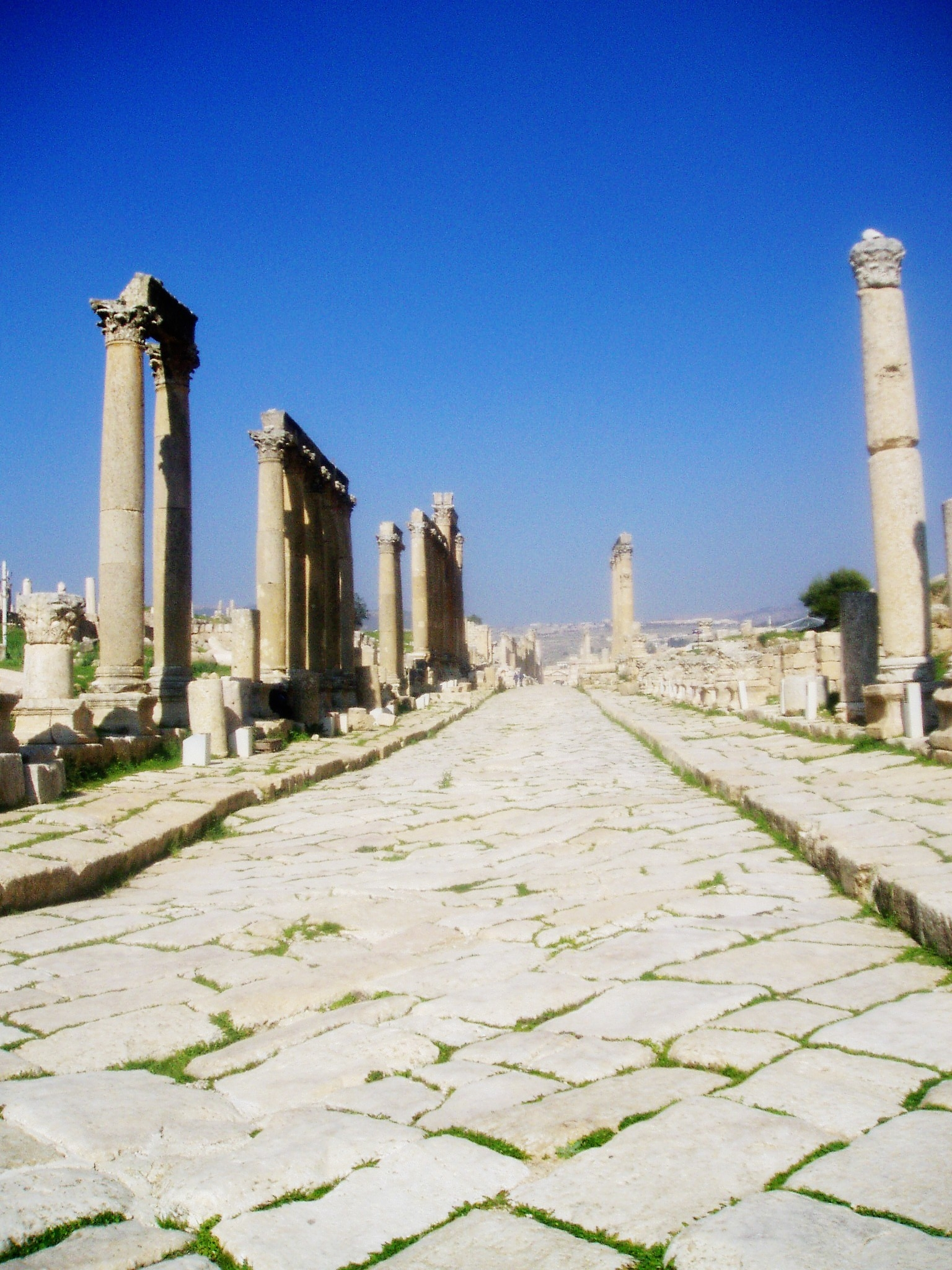
Cardo.
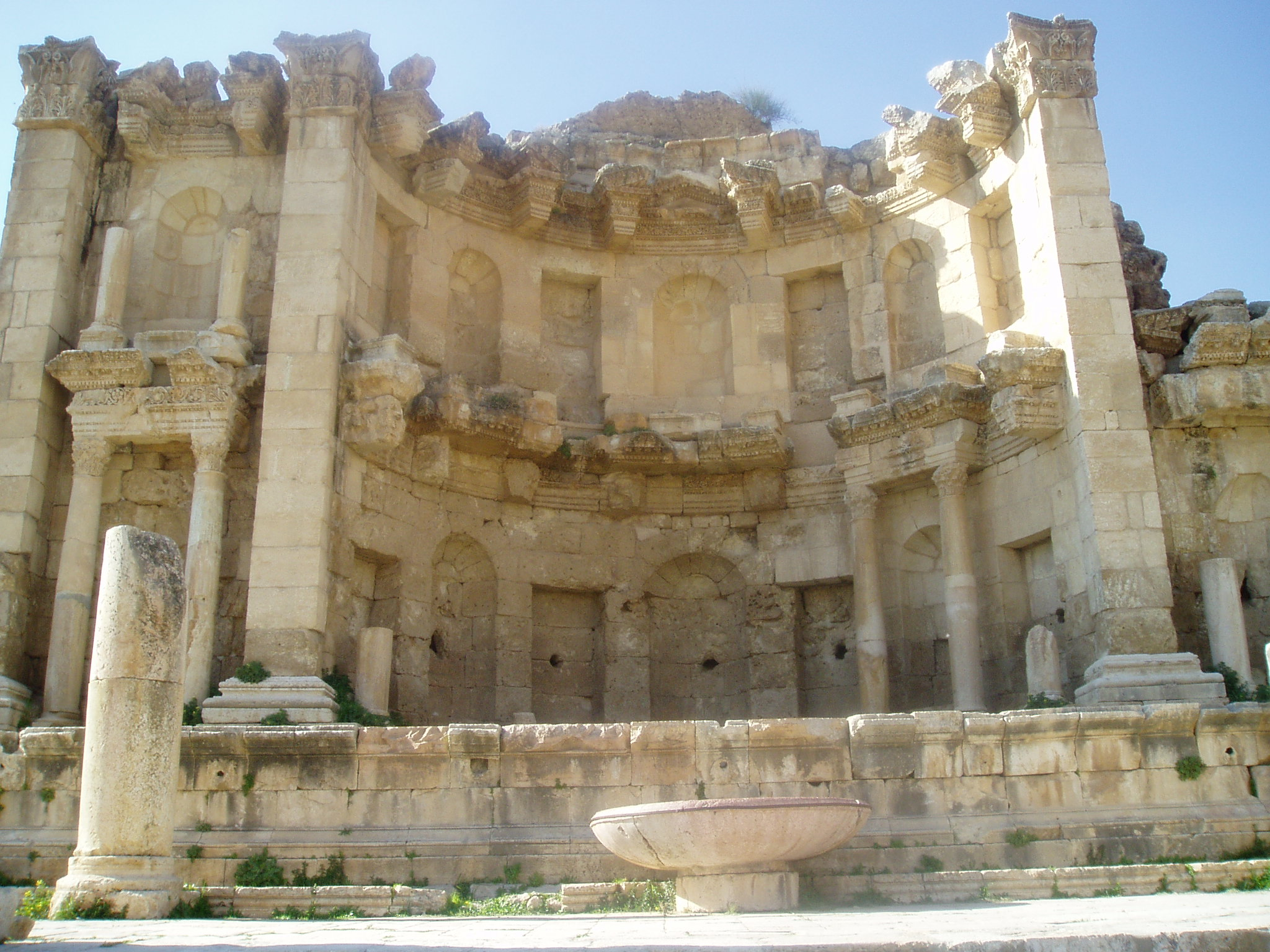
Nymphaeum.
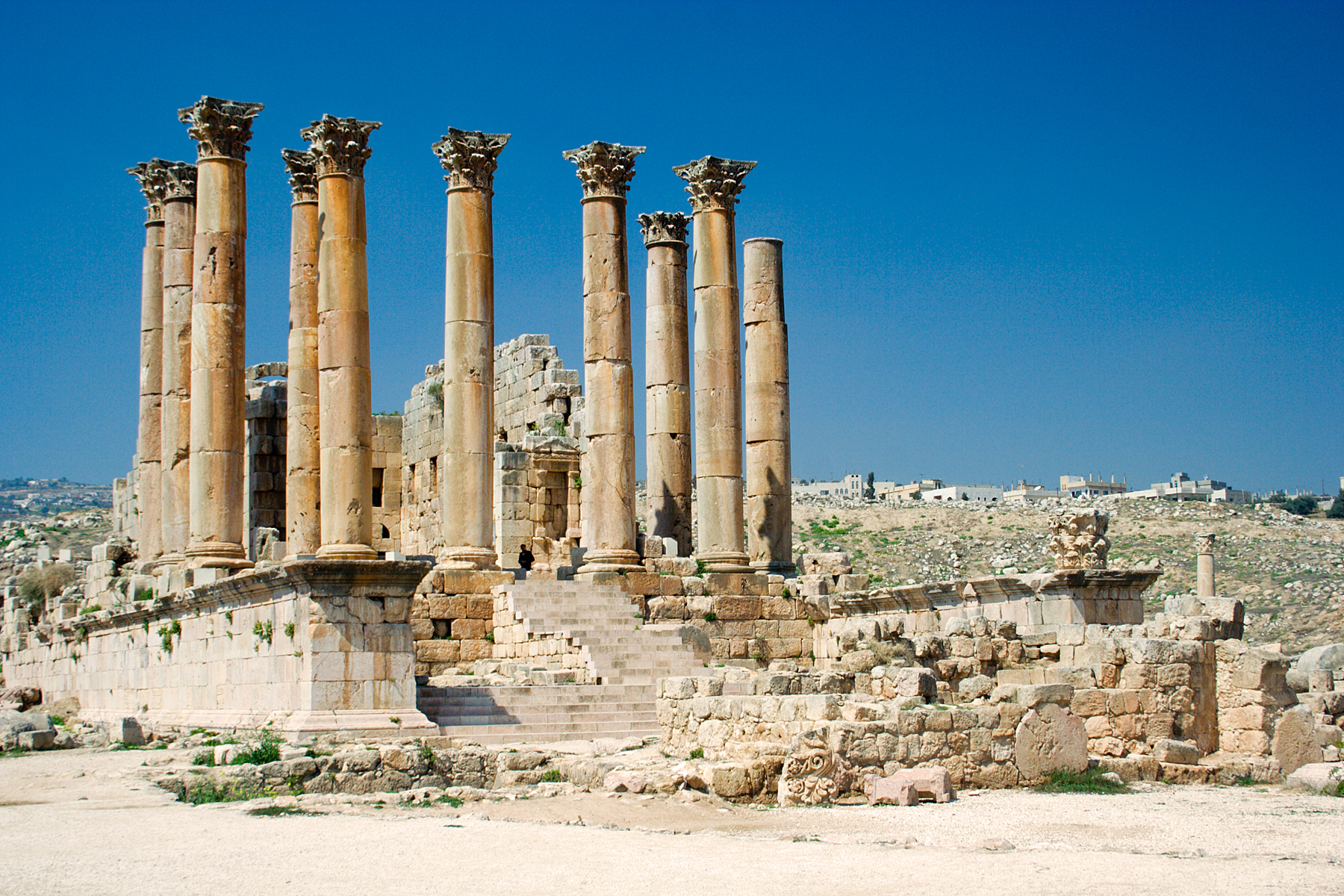
Artemis.